# Angela Atede
Angela Atede (sinh ngày 8 tháng 2 năm 1972) là một vận động viên người Nigeria, chủ yếu thi đấu ở vượt rào 100 mét. Thành tích tốt nhất của bà là 12,72 giây, đạt được vào năm 1998.

## Kỷ lục cuộc thi
| Năm                  | Giải đấu              | Địa điểm                   | Thứ hạng             | Nội dung             | Chú thích            |
| Representing Nigeria | Representing Nigeria  | Representing Nigeria       | Representing Nigeria | Representing Nigeria | Representing Nigeria |
| -------------------- | --------------------- | -------------------------- | -------------------- | -------------------- | -------------------- |
| 1994                 | Commonwealth Games    | Victoria, Canada           | –                    | 100 m hurdles        | DNF                  |
| 1995                 | All-Africa Games      | Harare, Zimbabwe           | 2nd                  | 100 m hurdles        | 13.01                |
| 1996                 | Olympic Games         | Atlanta, United States     | 12th (qf)            | 100 m hurdles        | 12.85                |
| 1997                 | World Championships   | Seville, Spain             | 9th (sf)             | 100 m hurdles        | 12.91                |
| 1997                 | World Championships   | Seville, Spain             | 7th                  | 4 × 100 m relay      | 43.27                |
| 1997                 | Universiade           | Catania, Italy             | 1st                  | 100 m hurdles        | 13.16                |
| 1999                 | World Championships   | Seville, Spain             | 19th (qf)            | 100 m hurdles        | 12.98                |
| 1999                 | All-Africa Games      | Johannesburg, South Africa | 2nd                  | 100 m hurdles        | 12.99                |
| 2000                 | Olympic Games         | Sydney, Australia          | 16th (sf)            | 100 m hurdles        | 13.11                |
| 2002                 | Commonwealth Games    | Manchester, United Kingdom | 2nd                  | 100 m hurdles        | 12.98                |
| 2002                 | African Championships | Tunis, Tunisia             | 2nd                  | 100 m hurdles        | 13.16 (w)            |
| 2003                 | World Championships   | Paris, France              | 19th (sf)            | 100 m hurdles        | 13.18                |
| 2003                 | All-Africa Games      | Abuja, Nigeria             | 1st                  | 100 m hurdles        | 13.01                |
| 2003                 | Afro-Asian Games      | Hyderabad, India           | 1st                  | 100 m hurdles        | 13.18                |